# Depot von Brloh
Das Depot von Brloh (auch Hortfund von Brloh) ist ein Depotfund der frühbronzezeitlichen Aunjetitzer Kultur aus Brloh, einem Ortsteil von Louny im Ústecký kraj, Tschechien. Es datiert in die Zeit zwischen 2000 und 1800 v. Chr. Das Depot befindet sich heute im Südböhmischen Museum in Budweis.

## Fundgeschichte
Das Depot wurde vor 1945 entdeckt, die genauen Fundumstände sind unbekannt.

## Zusammensetzung
Das Depot besteht aus zwei Bronzegegenständen, die Václav Moucha als einen massiven Ovalring und einen möglichen Ösenhalsring anspricht. Tilmann Vachta hält sie hingegen beide für massive Ovalringe. Der erste Ring ist in drei Stücke zerbrochen, von dem zweiten Ring ist nur ein deformiertes Bruchstück erhalten.